# Tibor von Halmay
Tibor von Halmay, även Tibor Halmay, född 20 december 1894 i Nagyszentmiklós, Österrike-Ungern (nu Sânnicolau Mare, Rumänien), död 3 februari 1944 i Budapest, Ungern, var en ungersk skådespelare. Halmay medverkade på 1930-talet i tyska, österrikiska och ungerska filmer där han ofta fick gestalta eleganta personer och officerare i komedifilmer.

## Filmografi, urval
- 1930 – Två hjärtan i valstakt
- 1930 – Du är min Greta Garbo
- 1930 – Endast du...
- 1931 – De glada flickorna från Wien
- 1931 – Hennes majestät kärleken
- 1931 – Rena rama sanningen
- 1931 – Kärlekskommando
- 1932 – En sång, en kyss, en flicka
- 1936 – Där lärkan sjunger
- 1937 – Fruns hemliga timmar
- 1937 – Paradisets påpassliga poliser